# Megasoma mars
Megasoma mars (лат.) — вид жесткокрылых насекомых из подсемейства дупляков внутри семейства пластинчатоусых. Видовое название дано в честь Марса — древнеримского бога войны. Одни из крупнейших видов жуков в мире.

## Описание
Распространён в Южной Америке — от Амазонской низменности Бразилии севернее до Колумбии, а также в Парагвае и Уругвае.
Длина тела имаго 80—120 мм. Жуки обоих полов блестящей чёрной окраски. Самцы имеют выросты на голове и переднеспинке в виде рогов.